# Herb gminy Rząśnik
Herb gminy Rząśnik – jeden z symboli gminy Rząśnik, autorstwa Roberta Szydlika, ustanowiony 19 kwietnia 2007.

## Wygląd i symbolika
Herb przedstawia na tarczy w polu zielonym w słup pastorał złoty ze srebrną rękojeścią, a na prawo i lewo od serca dwie pszczoły złote. Barwa zielona pola tarczy jest nawiązaniem do topografii gminy Rząśnik położonej na terenie Puszczy Białej, pastorał nawiązuje do historycznego faktu przynależności okolicznych ziem do dóbr biskupów płockich od 1203 do 1795 roku, a pszczoły do bartnictwa - jednego z głównych zajęć tutejszej ludności puszczańskiej.